# Barrage de Vouglans
Le barrage de Vouglans est un barrage hydroélectrique de type voûte, situé sur la rivière de l'Ain, dans le département du Jura, en France. Sa mise en service en 1968 est à l'origine du lac de Vouglans, troisième plus grande retenue artificielle d'eau de France de par sa capacité (605 millions de m3). L’édification du barrage a employé plus de 500 personnes pendant 5 ans, tandis que sa mise en eau a duré plus de 18 mois.
Par ses dimensions et le volume d'eau qu'il retient, le barrage de Vouglans est concerné par un plan particulier d'intervention (PPI) dans le cas d'un accident majeur pouvant mener à sa rupture et provoquer ainsi une vague de submersion.
Un reportage diffusé le 13 septembre 2018 met en cause la sûreté du barrage de Vouglans et pointe le risque de rupture du barrage. La vague de submersion induite par une rupture brutale s'étendrait dans toute la vallée de l'Ain en aval, ainsi que le long du Rhône jusqu'en Provence. Elle toucherait plusieurs centrales nucléaires, notamment celle du Bugey, avec un risque d'accident du type Fukushima.
Depuis la mise en place du plan Vigipirate à la suite des attentats du 11 septembre 2001, le barrage de Vouglans ne peut plus être visité, à l’instar de beaucoup d’autres installations hydroélectriques.

## Lancement du projet de construction du barrage
Dans une France où le besoin d'énergie électrique se fait pressant et où le nucléaire civil n'est encore qu'une perspective lointaine, l'équipement de la rivière de l'Ain offre une belle opportunité ainsi que la possibilité de réguler un cours d’eau capricieux dont le débit au niveau de Pont-de-Poitte (en amont de la retenue actuelle) pouvait monter à 1 800 m3/s alors que sa moyenne annuelle n'était que de 38 m3/s. Cette irrégularité de débit aggravait sensiblement les crues du Rhône.
Dès 1956, le site actuel est retenu à cause de la configuration des lieux, et parce que la population de 150 personnes vivant dans le futur territoire inondé était considérée comme relativement faible. Il s’agit d’une gorge encaissée constituée de roches solides, censées permettre un bon ancrage et une étanchéité convenable. La décision fut toutefois prise à l’insu des habitants, pour n’être rendue publique qu'au printemps 1957.
Le 26 septembre 1960, le dossier de la construction du barrage relatif à la déclaration d'utilité publique est mis à la disposition des habitants dans les mairies des communes concernées pour une période de dix jours. La conjonction d'une période où la contestation de ce genre de projet n'était pas encore de mise, de la faible population directement affectée, et du court délai alloué aux éventuels opposants fit que la déclaration d'utilité publique fut signée dès octobre 1960.

### Déboisement
Les nombreux arbres de la vallée ont été coupés jusqu'à 440 mètres d'altitude et le bois évacué vers les scieries de la région et la papeterie de Bellegarde-sur-Valserine.

### Pont de la Pyle
Avant la construction du barrage, deux ponts permettaient de franchir la rivière : le pont de Brillat et le pont de la Pyle. Ces deux ouvrages devant être largement submergés par la retenue, leur remplacement était indispensable. Le site du pont de la Pyle, plus encaissé, permettait un pont plus court (350 mètres) et la proximité des deux anciens ouvrages rendait superflue une reconstruction sur les deux sites. C'est donc un nouveau pont de la Pyle qui fut construit. La route entre Lons-le-Saunier et Saint-Claude empruntant le nouvel ouvrage est nettement plus facile et rapide puisqu'il n'y a plus besoin de descendre au fond de la vallée.

### Chartreuse de Vaucluse
Il se dit que la Chartreuse de  Vaucluse, à l'abandon depuis la Révolution, et déjà largement en ruine, ne fut pas totalement détruite avant sa submersion, seuls les toits subsistants étant démontés, et trois petits bâtiments démontés puis reconstruits à Chavia. En fait, presque tous les murs restants ont été dynamités avant la mise en eau.

### Villages submergés
Bien que peu peuplée, la vallée submergée comportait quelques hameaux et villages (Brillat, Bourget et Généria) dont les quelques 150 habitants ont dû quitter leurs maisons avant qu'elles ne soient détruites. Les destructions ont commencé en 1963 et les derniers réfractaires ont été chassés par 240 gendarmes en septembre 1967.

## Construction du barrage
Les travaux commencèrent par le forage en rive droite d'un tunnel de dérivation de 230 mètres de long, contournant le futur barrage. D'une section de 60 m2 il pouvait évacuer 600 m3/s. Deux batardeaux permirent alors de détourner la rivière dans le tunnel et d'assécher l'emplacement du barrage. Dans le même temps des fouilles sont réalisées sur chaque rive pour assurer l'ancrage du barrage dans la roche et éliminer les risques de fuites par des failles présentes dans la roche. La maçonnerie s'encastre dans le roc de 5 à 15 mètres.
L'emplacement de l'usine de turbinage est également creusé dans la roche ainsi que les galeries d'arrivée d'eau et le canal de fuite.
En 1962-1963, une cité nouvelle est édifiée à Vouglans pour loger les ouvriers et cadres du barrage. Elle est composée de 190 maisons préfabriquées pour les familles, de dortoirs pouvant accueillir 240 célibataires, d'une cantine pour 300 personnes, d'une école, d'une salle de spectacle d'un centre médico-social et d'une maison des cultes.
Le coulage du béton du barrage, proprement dit, commence en 1963. Il dure 5 ans et consomme 560 000 m3 de béton et 1 600 t de ferraillage. Le béton est coulé en 29 plots verticaux de 13,5 mètres de large adossés à 2 massifs d'extrémité.
Une route donnant accès à la vallée en amont du barrage traversait le bas de l'ouvrage. Elle ne fut fermée qu'en 1967 juste avant la mise en eau.

## Mise en eau

### Lac de Vouglans
La mise en eau commença le 12 avril 1968 et atteignit la cote 415 fin 1968. Après une année de surveillance du barrage, à cette cote, le remplissage final à la cote 429 fut obtenu juste avant Noël en 1969.

### Reflet dans la littérature et à la télévision
Le déplacement des 150 habitants de la vallée inspira à l'écrivain André Besson son roman à succès Le Village englouti. Lors d'une visite sur place en 1968, alors que le barrage finissait de se remplir, il fut touché par les regrets d'une femme pleurant sa ferme maintenant engloutie. Le roman, publié en 1973, fut transformé par Louis Grospierre en un feuilleton de 30 épisodes qui furent diffusés à la fin de l'été 1976 sur TF1.
Un thème similaire avait également été traité dans un film de 1958, L'Eau vive.

## Exploitation
L’exploitation est régie par la loi sur l'eau et les milieux aquatiques (LEMA), elle implique notamment les services de l’état, EDF et les acteurs locaux (tourisme, pêcheurs, etc.).

### Surveillance en exploitation
Depuis sa construction, il est ausculté et surveillé journellement notamment grâce à 5 km de galeries.

### Production d’électricité
L'usine hydroélectrique est logée dans une salle creusée dans le calcaire de 70 mètres de long, 15 mètres de large et 35 mètres de haut, dont la voûte est bétonnée par sécurité. Deux ponts roulants de 105 tonnes permettent la manutention. Elle contient quatre turbines Francis entraînant des alternateurs de 70 000 kW. Le groupe 4 est réversible et peut servir en heures creuses à remonter de l'eau déjà turbinée dans la retenue, selon le système du pompage-turbinage.
La pleine puissance de 285 MW de l’usine peut être atteinte en 5 minutes, c’est une réserve de puissance rapidement disponible pour participer au soutien du réseau en cas brusques fluctuations de la demande en électricité.
La production annuelle d’électricité de la centrale de Vouglans est d’environ 300 GWh, ce qui correspond à un peu plus d’un mois et demi à pleine puissance.

### Tourisme
Le vaste plan d'eau s'étendant sur 35 km de vallée a été aménagé pour le tourisme. Trois zones ont été prévues et développées : 
1. Surchauffant : Placée juste en amont du pont de la Pyle. Le programme initial très ambitieux a été fortement réduit avec la disparition des hôtels, des lotissements et du centre commercial envisagés. Il comporte actuellement un port, une plage[22], un camping-caravaning et deux restaurants ;
2. Bellecin : une plage[23] ;
3. La Mercantine : Avec un port, une plage[24], un camping et un Village Vacances Familles[25].

Les aménagements touristiques autour du lac sont gérés par la Régie départementale de Chalain-Vouglans.
Outre les installations « historiques », le port de la Saisse est créé en 2004 à l'extrémité amont du lac à Pont-de-Poitte.

#### Fresque monumentale

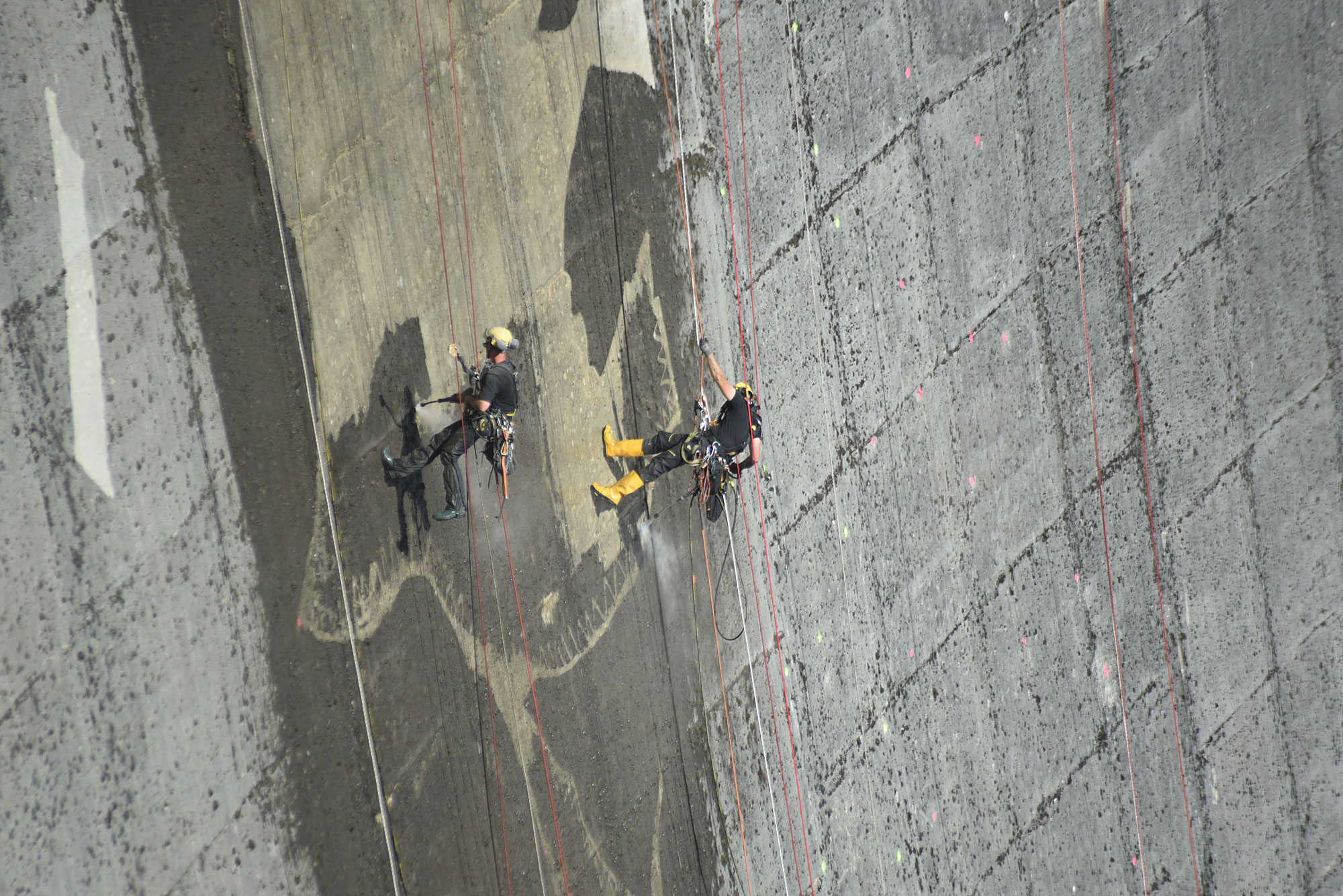
Cordistes nettoyant le barrage pour réaliser une fresque.

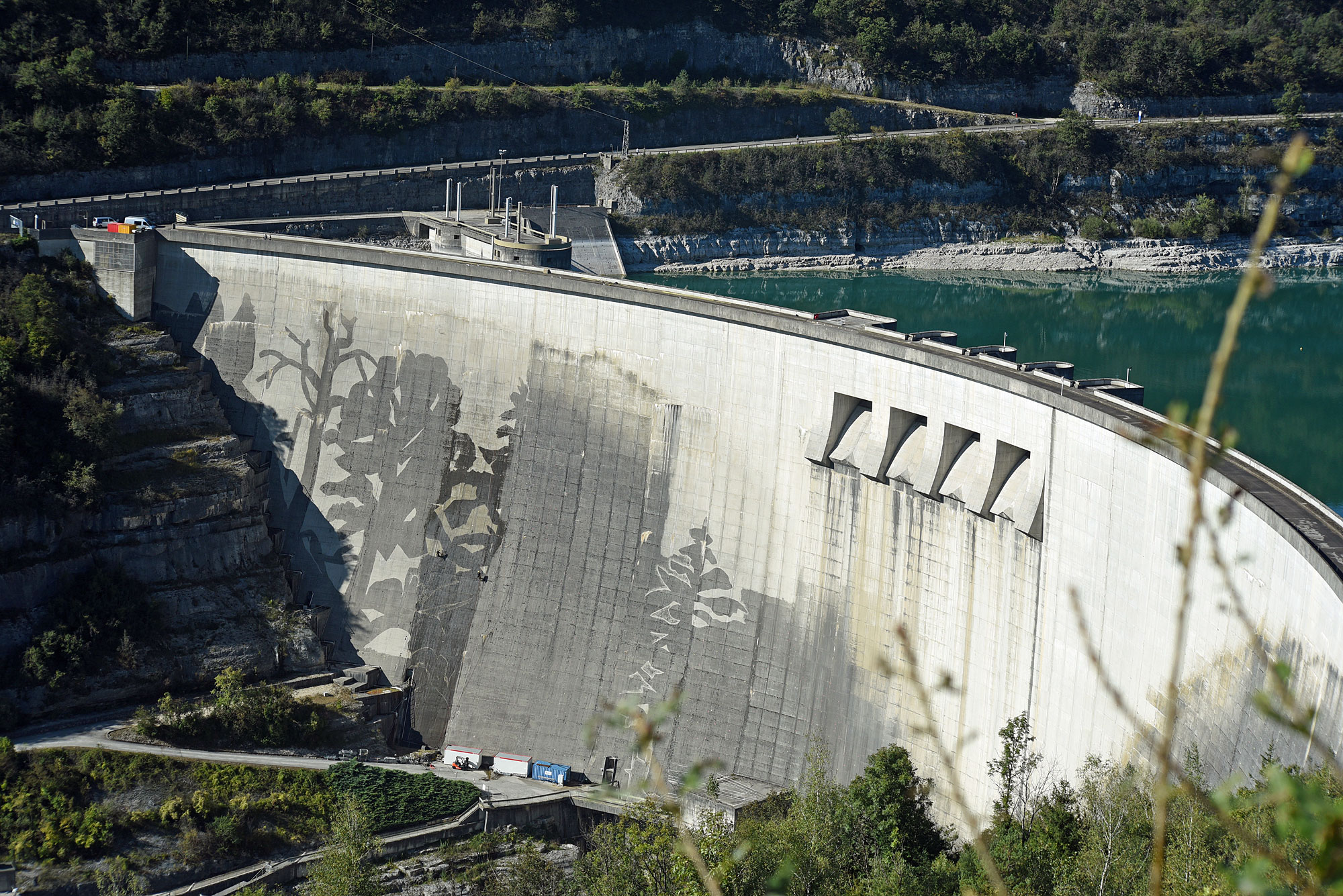
Vue depuis la rive gauche du début des travaux.

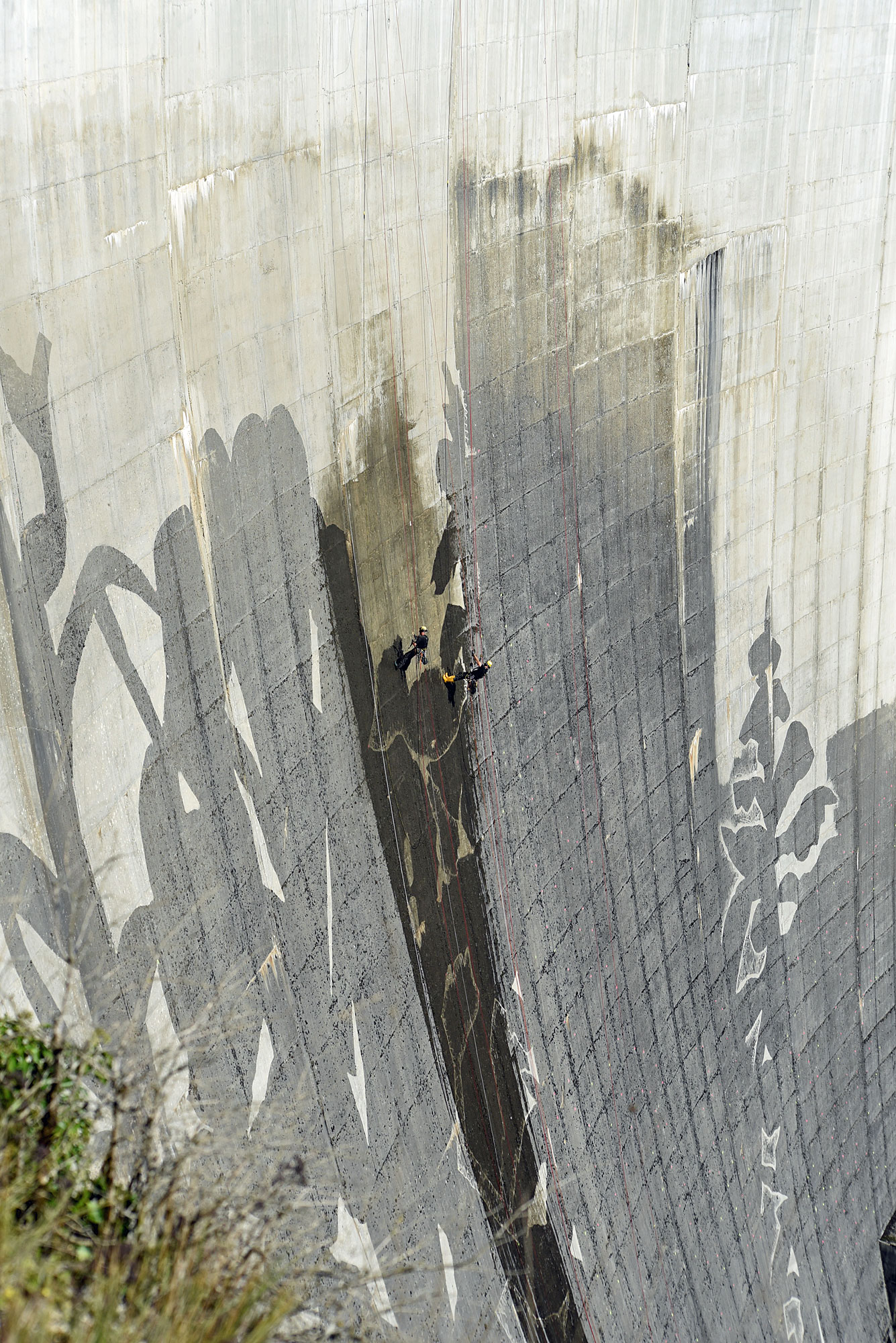
Les cordistes en situation.

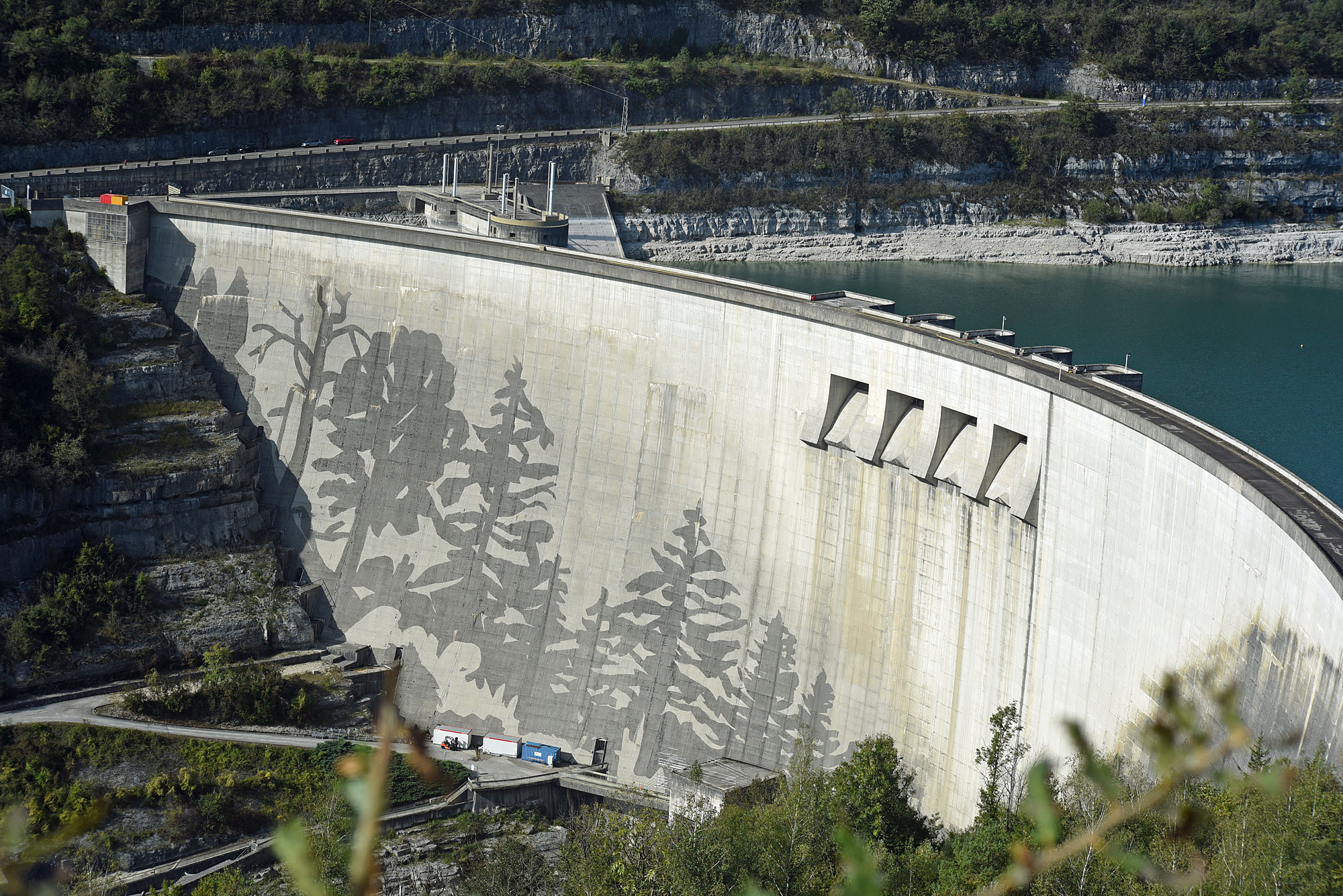
Fresque sur le barrage de Vouglans à mi-travaux.

En septembre 2021, une équipe de six cordistes a réalisé une fresque sur la face aval du barrage. Le dessin, inspiré par la forêt jurassienne, est tracé sur la paroi en nettoyant au nettoyeur à haute pression les lichens ayant colonisé le béton depuis la construction. Après avoir tracé sur le barrage des points de couleur déterminant les zones à nettoyer les cordistes descendant depuis le couronnement du barrage nettoient les zones devant apparaitre plus claires. L'artiste créateur est l'Allemand Klaus Dauven,. Le chantier est soutenu par EDF et par le fabricant de nettoyeurs haute-pression Kärcher dans le cadre d'un mécénat durant depuis 2005. Les supports de communication d'EDF (panneaux sur le site et site internet) datent la fresque du 6 au 26 juillet 2021 mais les pluies diluviennes à cette période ont contraint l'équipe à renoncer pour revenir à l’automne.
La fresque, réalisée uniquement avec de l'eau sous pression sans ajouts de produits chimiques devrait s'estomper progressivement pour disparaitre d'ici 2025 ou 2026.
L'inauguration de la fresque a eu lieu le vendredi 15 octobre 2021.

### Gestion concertée des ressources en eau
La présence de ces  trois unités touristiques oblige le gestionnaire du barrage (EDF) à maintenir, en été, un niveau suffisant dans le lac pour que les ports et les plages restent accessibles. Par exemple, du 1er juillet au 31 août 2017, le niveau d’eau était maintenu à une cote comprise entre 424 et 425 m NGF.
Par contre, dès septembre, des lâchers d'eau importants peuvent avoir lieu pour soutenir la production électrique de l’usine au pied du barrage, des six autres ouvrages de la vallée de l’Ain, et des usines hydroélectriques situées à l’aval de Lyon, dans le cadre d’un soutien d’étiage du Rhône. En cas de fort besoin, le niveau du lac peut baisser jusqu’à 1 m par jour.
L’abaissement du niveau du lac de Vouglans a aussi pour but de libérer de la capacité afin de pouvoir amortir les crues d’automne.

## Plan particulier d'intervention applicable
Comme tous les 296 barrages de France de plus de vingt mètres et avec un réservoir d’une capacité égale ou supérieure à quinze millions de mètres cubes, le barrage de Vouglans fait aussi l’objet d’un plan particulier d’intervention (PPI).

### Vague ou onde de submersion
Les calculs de l'onde de submersion en cas de rupture du barrage de Vouglans prennent en compte le fait que les quatre autres barrages (Saut-Mortier, Coiselet, Cize-Bolozon et Allement) situés en aval sur la rivière de l'Ain seraient également rompus, sous l'effet de la pression de l'onde. La rupture du barrage de Vouglans amènerait à une surélévation notable des niveaux de l'Ain et du Rhône sur plus de 300 km en aval, affectant notamment l'agglomération lyonnaise. L'onde de submersion remonterait également les cours de la Bienne (14,5 km), du Rhône (26,5 km), de la Saône (17,4 km) et de l'Isère (5,6 km).
La vague de submersion induite par une rupture du barrage pourrait toucher quatre centrales nucléaires, notamment celle du Bugey, et risquerait de causer un accident semblable à celui de Fukushima,,.
| Commune           | Département | Cours d'eau    | Distance au barrage | Onde de submersion | Onde de submersion |
| Commune           | Département | Cours d'eau    | Distance au barrage | Hauteur            | Temps              |
| ----------------- | ----------- | -------------- | ------------------- | ------------------ | ------------------ |
| Bolozon           | Ain         | Ain            | 30 km               | 44 m               | 28 min             |
| Lyon              | Rhône       | Rhône et Saône | 140 km              | 10 m               | 9 h                |
| Salaise-sur-Sanne | Isère       | Rhône          | 190,5 km            | 7 m                | 12 h               |
| Valence           | Drôme       | Rhône          | 240 km              | –                  | 16 h               |

## Mise en cause de la sûreté de l'ouvrage

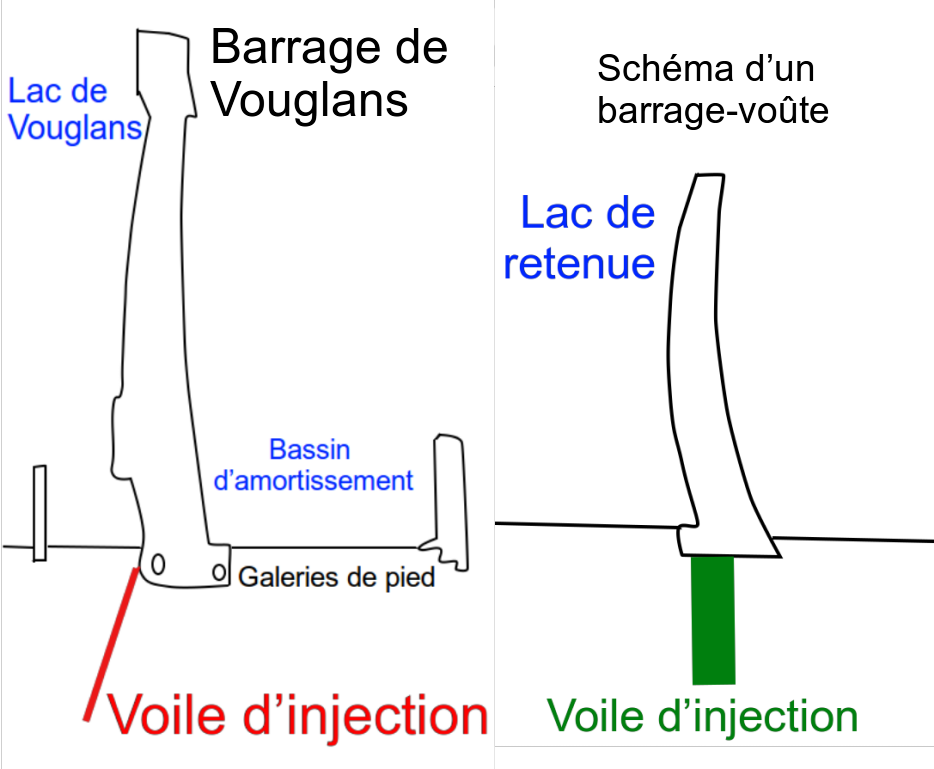
Voile d’injection (voile d’étanchéité) du barrage de Vouglans comparé à celui d’un barrage-voûte type.

Le 13 septembre 2018, France 2 consacre un reportage d’Envoyé spécial au barrage de Vouglans, mettant en cause la sûreté de l’ouvrage,. Le lendemain, Le Progrès publie un résumé des réactions du directeur de la centrale nucléaire du Bugey et de l’ancien ingénieur de l’entreprise de BTP chargée du chantier de Vouglans.

Le reportage d'Envoyé spécial dévoile des extraits de documents d'EDF. L’un des rapports rappelle que depuis sa première mise en eau en 1968, le barrage de Vouglans est un sujet de préoccupation parce que le voile d’injection, situé « très à l’amont », n’a jamais vraiment joué son rôle d’étanchéité en sous-sol ; un autre, que toutes les tentatives de pallier ce défaut de construction ont tourné court ; les experts d’EDF constatent des mouvements irréversibles de soulèvement, d’ouverture de contact béton-rocher et de déplacement vers l’aval s’ajoutant aux mouvements réversibles sous la poussée du lac, et estiment que l’ouvrage pourrait céder brutalement. Selon un ancien technicien spécialiste de la sûreté des barrages qui a fait toute sa carrière à EDF et a récupéré des documents internes, souvent confidentiels : 

« quand on a une ouverture du contact béton-rocher, on a un appui qui se dégrade. Ça affaiblit la stabilité de l’ouvrage. C’est tout cet ensemble qui fait que le barrage est hyper surveillé – parce que c’est un des plus surveillés de France, et peut-être même le plus surveillé – parce qu’il présente des maladies, des problèmes de stabilité. […] Ce n'est pas moi qui le dis, ce sont les règles fondamentales de sûreté. Ce type de construction de barrage, qui est un barrage voûte, fin, peut péter instantanément – d'autant plus qu'il est fragile,. »

Une partie des mouvements que le barrage de Vouglans effectue sous la pression de l’eau sont donc irréversibles, par l’effet de la mauvaise conception du voile d’injection, ou d’une malfaçon (oubli possible du voile, puis injection a posteriori quand les consoles étaient déjà posées)[réf. nécessaire] dont le barrage est victime.